# オフィスヴィッシュ
オフィスヴィッシュ (Office VISH) は、東京都世田谷区に本社を置く日本の芸能事務所である。

## 概要
1998年

## 所属タレント

### 女性タレント
- 天野麻菜
- 雨宮雫
- 石原美優
- 桂木澪
- 加藤シーナ
- 熊本美和
- 斉藤愛
- 鈴川凛
- 緋月ちな
- 真奈
- 百瀬美鈴
- 柳井えれな

## 過去の所属タレント
（50音順）
- 木更かのん
- 小日向結衣